# Équipe du Burundi de football à la Coupe d'Afrique des nations 2019
L’équipe du Burundi de football participe à la coupe d'Afrique des nations 2019 organisée en Égypte du 21 juin au 19 juillet 2019. Pour leur première particiâtion, les joueurs d'Olivier Niyungeko sont éliminés au premier tour, après 3 défaites et aucun but marqué

## Qualifications
Le Burundi est placé dans le groupe C des qualifications qui se déroulent du 9 juin 2017 au 23 mars 2019. Il obtient sa qualification lors de la dernière journée.

### Résultats
| Rang | Équipe        | Pts | J | G | N | P | Bp | Bc | Diff |  | Résultats (▼ dom., ► ext.) |     |     |     |     |
| ---- | ------------- | --- | - | - | - | - | -- | -- | ---- |  | -------------------------- | --- | --- | --- | --- |
| 1    | Mali          | 14  | 6 | 4 | 2 | 0 | 10 | 2  | +8   |  | Mali                       |     | 0-0 | 2-1 | 3-0 |
| 2    | Burundi       | 10  | 6 | 2 | 4 | 0 | 11 | 5  | +6   |  | Burundi                    | 1-1 |     | 1-1 | 3-0 |
| 3    | Gabon         | 8   | 6 | 2 | 2 | 2 | 7  | 5  | +2   |  | Gabon                      | 0-1 | 1-1 |     | 3-0 |
| 4    | Soudan du Sud | 0   | 6 | 0 | 0 | 6 | 2  | 18 | -16  |  | Soudan du Sud              | 0-3 | 2-5 | 0-1 |     |

| 10 juin 2017 | Burundi                                         | 3 - 0 | Soudan du Sud |                                                                    |                                                                    |
| 15h00 UTC+2  | Amissi 12e · Duhayindavyi 16e · Abdul Razak 30e | (3-0) |               | Stade du Prince Louis Rwagasore, Bujumbura Arbitrage : Kokou Fagla | Stade du Prince Louis Rwagasore, Bujumbura Arbitrage : Kokou Fagla |
| 15h00 UTC+2  | Rapport                                         |       |               | Stade du Prince Louis Rwagasore, Bujumbura Arbitrage : Kokou Fagla | Stade du Prince Louis Rwagasore, Bujumbura Arbitrage : Kokou Fagla |

| 8 septembre 2018 | Gabon          | 1 - 1 | Burundi      |                                                          |                                                          |
| 16h00 (UTC+1)    | Aubameyang 80e | (0-1) | 39e Berahino | Stade d'Angondjé, Libreville Arbitrage : Bernard Camille | Stade d'Angondjé, Libreville Arbitrage : Bernard Camille |
| 16h00 (UTC+1)    | Rapport        |       |              | Stade d'Angondjé, Libreville Arbitrage : Bernard Camille | Stade d'Angondjé, Libreville Arbitrage : Bernard Camille |

| 12 octobre 2018 | Mali    | 0 - 0 | Burundi |                                                      |                                                      |
|                 |         | (0-0) |         | Stade du 26-Mars, Bamako Arbitrage : Maguette Ndiaye | Stade du 26-Mars, Bamako Arbitrage : Maguette Ndiaye |
|                 | Rapport |       |         | Stade du 26-Mars, Bamako Arbitrage : Maguette Ndiaye | Stade du 26-Mars, Bamako Arbitrage : Maguette Ndiaye |

| 16 octobre 2018 | Burundi        | 1 - 1 | Mali       |                                                                      |                                                                      |
| 15h00           | Abdul Razak 9e | (1-0) | 48e Fofana | Stade du Prince Louis Rwagasore, Bujumbura Arbitrage : Celso Alvacao | Stade du Prince Louis Rwagasore, Bujumbura Arbitrage : Celso Alvacao |
| 15h00           | Rapport        |       |            | Stade du Prince Louis Rwagasore, Bujumbura Arbitrage : Celso Alvacao | Stade du Prince Louis Rwagasore, Bujumbura Arbitrage : Celso Alvacao |

| 16 novembre 2018 | Soudan du Sud       | 2 - 5 | Burundi                                  |                                                            |                                                            |
| 14h00            | Lual 14e · Aboi 63e | (1-2) | 17e 76e 86e 87e Abdul Razak · 41e Amissi | Stade de Djouba, Djouba Arbitrage : Souleiman Ahmed Djamal | Stade de Djouba, Djouba Arbitrage : Souleiman Ahmed Djamal |
| 14h00            | Rapport             |       |                                          | Stade de Djouba, Djouba Arbitrage : Souleiman Ahmed Djamal | Stade de Djouba, Djouba Arbitrage : Souleiman Ahmed Djamal |

| 23 mars 2019 | Burundi    | 1 - 1 | Gabon            |                                                                            |                                                                            |
|              | Amissi 75e | (0-0) | 82e (csc) Ngando | Stade du Prince Louis Rwagasore, Bujumbura Arbitrage : Ghead Zaglol Grisha | Stade du Prince Louis Rwagasore, Bujumbura Arbitrage : Ghead Zaglol Grisha |
|              | Rapport    |       |                  | Stade du Prince Louis Rwagasore, Bujumbura Arbitrage : Ghead Zaglol Grisha | Stade du Prince Louis Rwagasore, Bujumbura Arbitrage : Ghead Zaglol Grisha |

### Statistiques

#### Buteurs
| Buts | Joueurs                           |
| ---- | --------------------------------- |
| 6    | Fiston Abdul Razak                |
| 3    | Cédric Amissi                     |
| 1    | Saido Berahino, Gaël Duhayindavyi |

## Préparation
Le Burundi effectue un stage de préparation au Qatar à partir du 2 juin. Il fait match nul face à l'Algérie (1-1) le 11 juin puis s'incline en Tunisie (1-2) le 17 juin.
| 11 juin 2019 | Algérie       | 1 - 1 | Burundi           |                              |                              |
|              | Bounedjah 68e | (0-0) | 75e (csc) M'Bolhi | Stade Jassim Bin Hamad, Doha | Stade Jassim Bin Hamad, Doha |

| 17 juin 2019 | Tunisie                    | 2 - 1 | Burundi    |                       |                       |
|              | Khenissi 66e · Sliti 90+3e | (0-0) | 76e Amissi | Stade de Radès, Radès | Stade de Radès, Radès |

## Compétition

### Tirage au sort
Le tirage au sort de la CAN se déroule 12 avril 2019 au Caire, face au Sphinx et aux Pyramides. Le Burundi est placé dans le chapeau 4 en raison de son classement FIFA.
Le tirage au sort donne alors comme adversaires des Hirondelles, le Nigeria (chapeau 1, 42e au classement FIFA), la Guinée (chapeau 2, 68e) et Madagascar (chapeau 3, 107e) dans le groupe B.

### Effectif
Une pré-sélection de 28 joueurs est annoncée le 24 mai. La liste finale est dévoilée le 10 juin. Les cinq joueurs non-retenus sont Joel Bembo-Leta, Youssouf Ndayishimiye, Onesime Rukundo, Valentin Adelin Delanys et Rashid Léon Harerimana.

### Premier tour
| Rang | Équipe     | Pts | J | G | N | P | Bp | Bc | Diff |  | Résultats (▼ dom., ► ext.) |     |     |     |     |
| ---- | ---------- | --- | - | - | - | - | -- | -- | ---- |  | -------------------------- | --- | --- | --- | --- |
| 1    | Madagascar | 7   | 3 | 2 | 1 | 0 | 5  | 2  | +3   |  | Madagascar                 | 2-0 |     | 2-2 | 1-0 |
| 2    | Nigeria    | 6   | 3 | 2 | 0 | 1 | 2  | 2  | 0    |  | Nigeria                    |     | 0-2 | 1-0 | 1-0 |
| 3    | Guinée     | 4   | 3 | 1 | 1 | 1 | 4  | 3  | +1   |  | Guinée                     | 0-1 | 2-2 |     | 2-0 |
| 4    | Burundi    | 0   | 3 | 0 | 0 | 3 | 0  | 4  | -4   |  | Burundi                    | 0-1 | 0-1 | 0-2 |     |

     Équipe qualifiée ou victorieuse; Pts = points; J = joués; G = gagnés; N = nuls; P = perdus;
Bp = buts pour; Bc = buts contre; Diff = différence de buts
| 22 juin 2019 | Nigeria    | 1 - 0   | Burundi      | Stade d'Alexandrie, Alexandrie                  |                                                 |
| 19h00 CAT    | Ighalo 77e | (0 - 0) |              | Spectateurs : 3 192 Arbitrage : Bernard Camille | Spectateurs : 3 192 Arbitrage : Bernard Camille |
| 19h00 CAT    |            | Rapport | 63e Nahimana | Spectateurs : 3 192 Arbitrage : Bernard Camille | Spectateurs : 3 192 Arbitrage : Bernard Camille |

| 27 juin 2019 | Madagascar        | 1 - 0   | Burundi    | Stade d'Alexandrie, Alexandrie                 |                                                |
| 16h30 CAT    | Ilaimaharitra 75e | (0 - 0) |            | Spectateurs : 4 900 Arbitrage : Haythem Guirat | Spectateurs : 4 900 Arbitrage : Haythem Guirat |
| 16h30 CAT    | Mombris 81e       | Rapport | 57e Amissi | Spectateurs : 4 900 Arbitrage : Haythem Guirat | Spectateurs : 4 900 Arbitrage : Haythem Guirat |

| 30 juin 2019 | Burundi                                               | 0 - 2   | Guinée          | Stade Al Salam, Le Caire                              |                                                       |
| 18h00 CAT    |                                                       | (0 - 1) | 25e 52e Yattara | Spectateurs : 5 753 Arbitrage : Noureddine El Jaafari | Spectateurs : 5 753 Arbitrage : Noureddine El Jaafari |
| 18h00 CAT    | Nduwarugira 12e · Nizigiyimana 69e · Duhayindavyi 76e | Rapport | 18e Sylla       | Spectateurs : 5 753 Arbitrage : Noureddine El Jaafari | Spectateurs : 5 753 Arbitrage : Noureddine El Jaafari |